# Penny dreadfuls

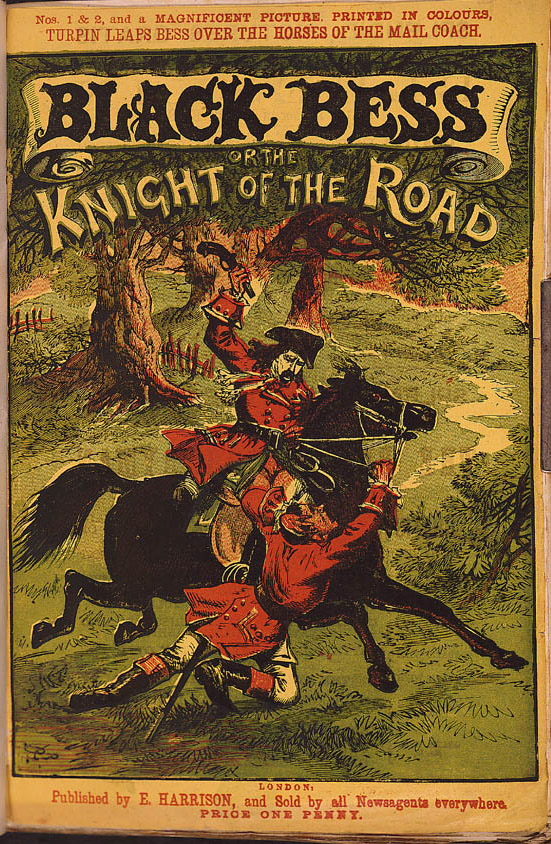
Black Bess or The Knight of The Black Road (circa 1860) contava a história glorificada de Dick Turpin, um salteador (histórias de salteadores eram um tema popular das penny dreadfuls.

Penny Dreadfuls foram um fenómeno da literatura popular originado no Reino Unido no séc. XIX. "Penny dreadful" era um termo pejorativo que designava um tipo de livro barato, publicado por capítulos semanalmente, cada capítulo (ou issue) com o custo de um centavo. Também eram denominadas por "penny bloods" ou simplesmente "bloods", devido ao facto de as suas histórias serem de carácter sensacionalista e sangrento, muitas vezes tratando de temas do oculto ou do sobrenatural ou tendo criminosos como protagonistas.
As penny dreadfuls eram livros maioritariamente destinados à classe operária, tendo circulado durante meados da Era Vitoriana no Reino Unido. A sua popularidade veio a decrescer nos anos de 1890, quando outros tipos de literatura, incluindo os story papers de Alfred Harmsworth, as começaram a rivalizar.
Devido a serem livros baratos, impressos em massa em papel de pouca qualidade, muito poucos exemplares chegaram até aos dias de hoje.

## Origem
As penny dreadfuls emergiram nos anos de 1830, na Inglaterra, altura em que o país experienciou um boom industrial, assim como mudanças sociais que levaram ao aumento da literacia na população. Estes dois fatores originaram uma classe operária com mais disponibilidade financeira para entretenimento, e um novo interesse na literatura. Isto, aliado às melhoradas técnicas de impressão, acabou por dar origem a um novo mercado de ficção para a classe operária.
Entre 1830 e 1850 existiam mais de 100 editoras de pennies. No início, as penny dreadfuls copiavam livros já existentes, maioritariamente histórias de amor do séc. XVIII, ou criavam histórias semelhantes ou derivativas. Só mais tarde vieram a criar as suas próprias histórias: focavam-se em histórias de criminosos, particularmente piratas e highwaymen - ladrões que assaltavam viajantes nas estradas recônditas, e monstros sobrenaturais, como vampiros.